# 八大竜王

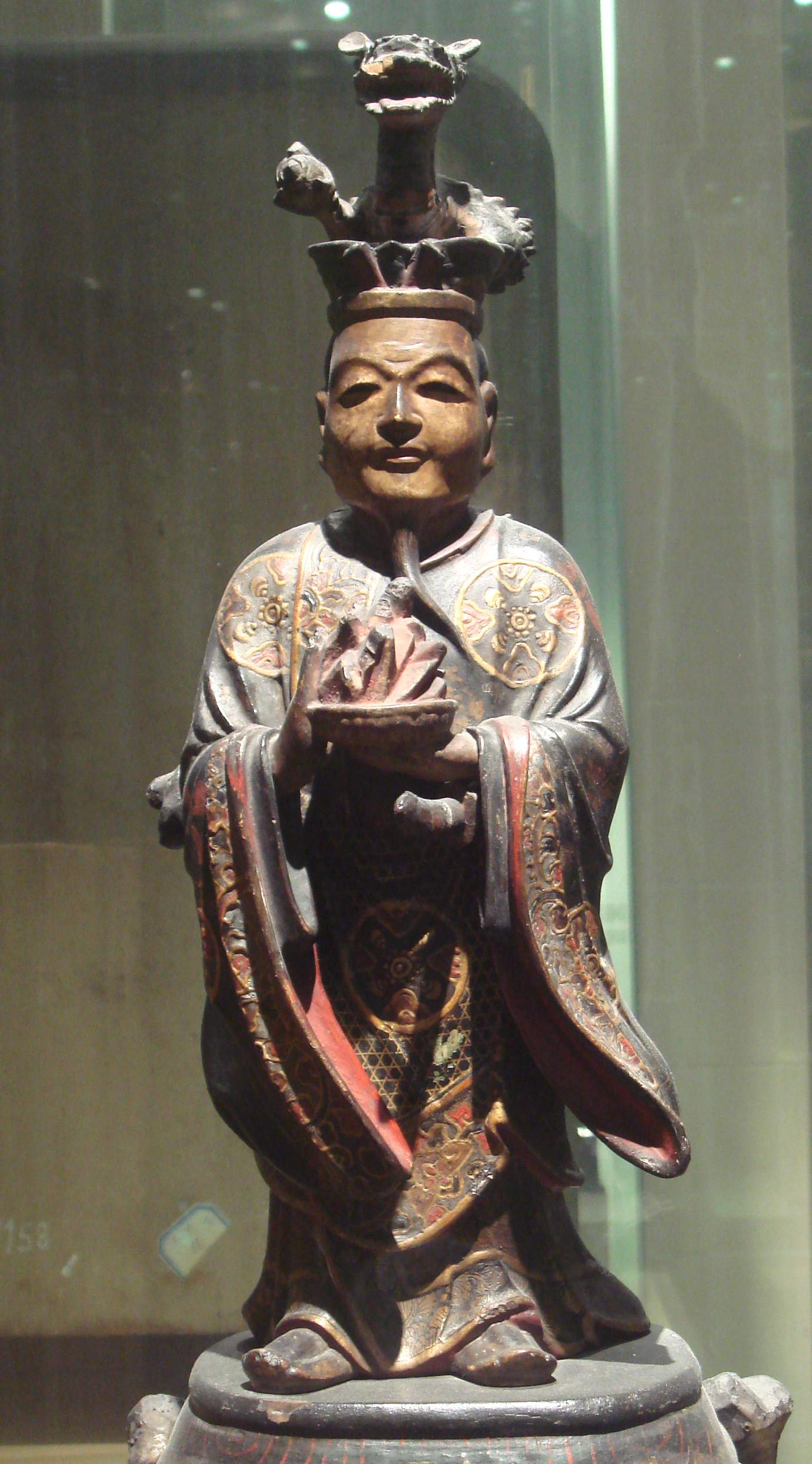
八大龍王の一、難陀龍王

八大龍王（はちだいりゅうおう）は、天龍八部衆に所属する竜族の八王。法華経（序品）に登場し、仏法を守護する。霊鷲山にて十六羅漢を始め、諸天、諸菩薩と共に、水中の主である八大竜王も幾千万億の眷属の竜達とともに釈迦の教えに耳を傾けた。大乗仏教では、釈迦は「妙法蓮華経」の第二十五 観世音菩薩普門品に遺されているように「観音菩薩の御働き」を説いたとされる。その結果、「覚り」を超える「阿耨多羅三藐三菩提（あのくたらさんみゃくさんぼだい、原語“Anuttara samyaksaMbodhi”）」「無上正等正覚（むじょうしょうとうしょうがく）」を得て、護法の神となるに至った。
古代インドでは「ナーガ （नाग, Nāga）」という半身半蛇の形であったが、中国や日本を経て今の竜の形になった。

## 一覧
一般的に次の順に番号がふられている。
1. 難陀（ナンダ、なんだ - आनंद Ānanda）
訳：歓喜。難陀と跋難陀は兄弟竜王で娑伽羅（サーガラ：大海）竜王と戦ったことがあった。『不空羂索神変真言経』(T1092)第十六章「広博摩尼香王品」にて。
2. 跋難陀（ウパナンダ、ばつなんだ - उपनन्द Upananda）
訳：亜歓喜。難陀の弟。難陀竜王と共にマガダ国を保護して飢饉なからしめ、また釈迦如来の降生の時、雨を降らしてこれを灌ぎ、説法の会座に必ず参じ、釈迦仏入滅の後は永く仏法を守護した。
3. 娑伽羅（サーガラ、しゃがら - सागर Sāgara)
訳：大海。龍宮の王。大海龍王。「沙掲羅」、「沙羯羅」などとも漢語に音訳された。法華経・提婆達多品に登場する八歳の龍女はこの龍王の第三王女で「善女（如）龍王」と呼ばれた。空海が新しく名付けることとなった清瀧権現も唐からついて来たこの娑伽羅龍王の同じ娘の事である。
4. 和修吉（ヴァースキ、わしゅきつ - वासुकि Vāsuki）
｢婆素鶏（ばすけい）｣とも漢語に音訳された。サンスクリット語 वासुकि Vāsukiの意味は、「宝 (खजाना Khajānā)」とほとんど同じである[要出典]。よって、｢宝有（ほうゆう）｣、｢宝称（ほうしょう）｣とも別称された。陽の極まりである「九」、数が極めて大きく強力であるという意で「九」を冠し九頭とされることもあった。よって｢九頭龍王（くずりゅうおう）｣、「九頭龍大神」等 呼ばれることが日本では多く、九頭一身と言われ考えられるようになった。元の伝説では千あることから｢多頭龍王（たとうりゅうおう）｣と呼ばれることも稀にあった。もともとは、須弥山を守り細龍を取って食していたという。
5. 徳叉迦（タクシャカ、とくしゃか - तक्षक Takṣaka）
訳：多舌、視毒。この龍が怒って凝視された時、その人は息絶えるといわれる。身延鏡と金光明経から七面天女は、タクシャカ龍王の娘とされている。
6. 阿那婆達多（アナヴァタプタ、あなばだった - अनवतप्त Anavatapta）
訳：清涼、無熱悩。阿耨達（あのくだつ）龍王ともいう。ヒマラヤの北にあるという神話上の池、阿耨達池（無熱悩池）に住し、四方に大河を出して人間の住む大陸 閻浮提（えんぶだい、贍部洲 せんぶしゅう）を潤すと謳われた。800里にも及ぶ池の岸辺は金・銀などの四宝よりなっていたという。龍王は菩薩の化身として尊崇せられた。
7. 摩那斯（マナスヴィン、まなし -मनस्विन Manasvin）
訳：大身、大力。阿修羅が海水をもって喜見城を侵したとき、身を踊らせて海水を押し戻したという。
8. 優鉢羅（ウッパラカ、うはつら - Utpalaka）
訳：青蓮華(Utpala)、黛色蓮華池。青蓮華龍王。青蓮華を生ずる池に住まうという。インドでは花弁や葉などの形状を比喩的に眼を現すことに用いるが、特に青睡蓮(nilotpala)は美しい眼に喩えられる。仏教では仏陀の眼は紺青色(nila)とされ、三十二相八十種好の一つ｢眼色如紺青相｣となっている。「青蓮華」は、漢訳仏典で｢優鉢華（ウハツケ）｣、｢優鉢羅華｣などと音写される。中国で｢青蓮宇(qinglianyu)（セイレンウ）｣は仏教寺院の別称。また、仏教で「ウッパラ」といえば、「ウッパラヴァンナー」の故事が著名である。

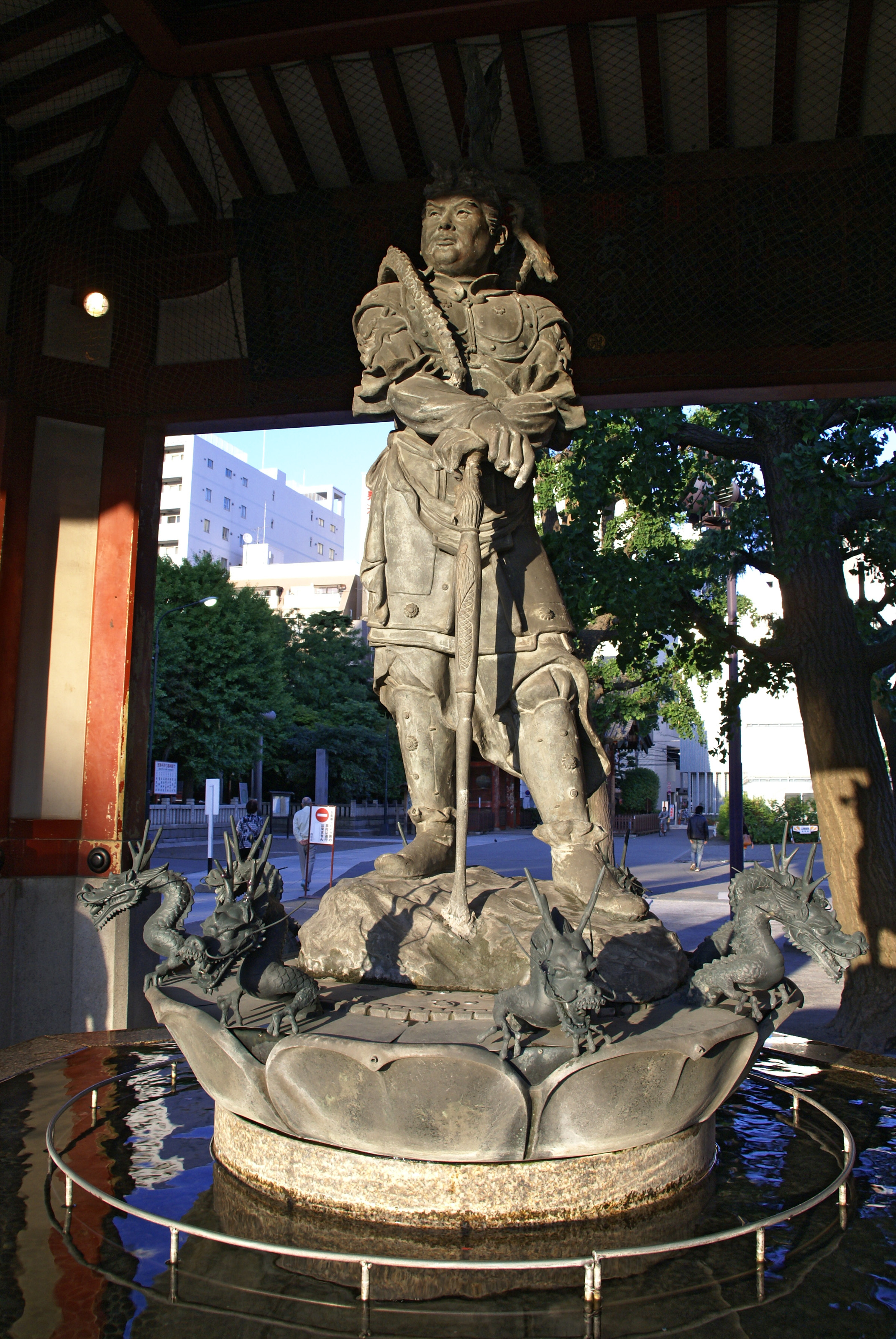
沙竭羅龍王（浅草寺　頭部に龍を頂いて居る事に注目。）
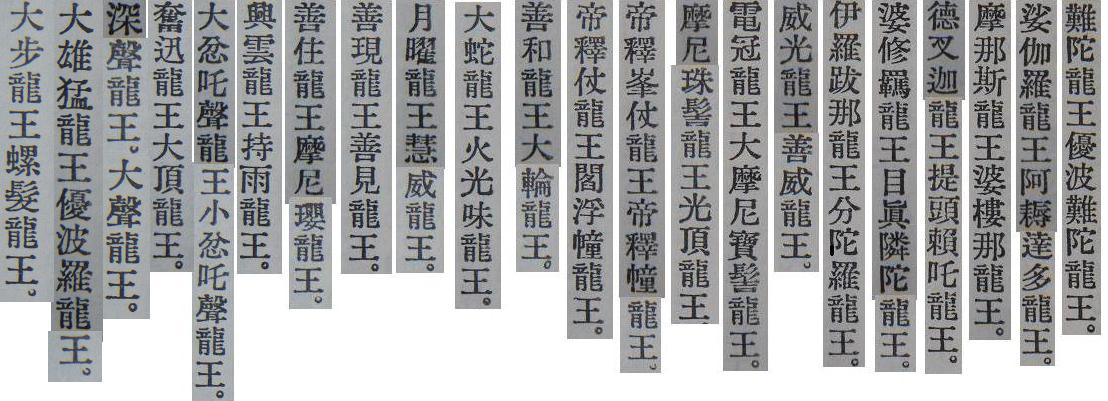
仏教における様々な龍王の名。
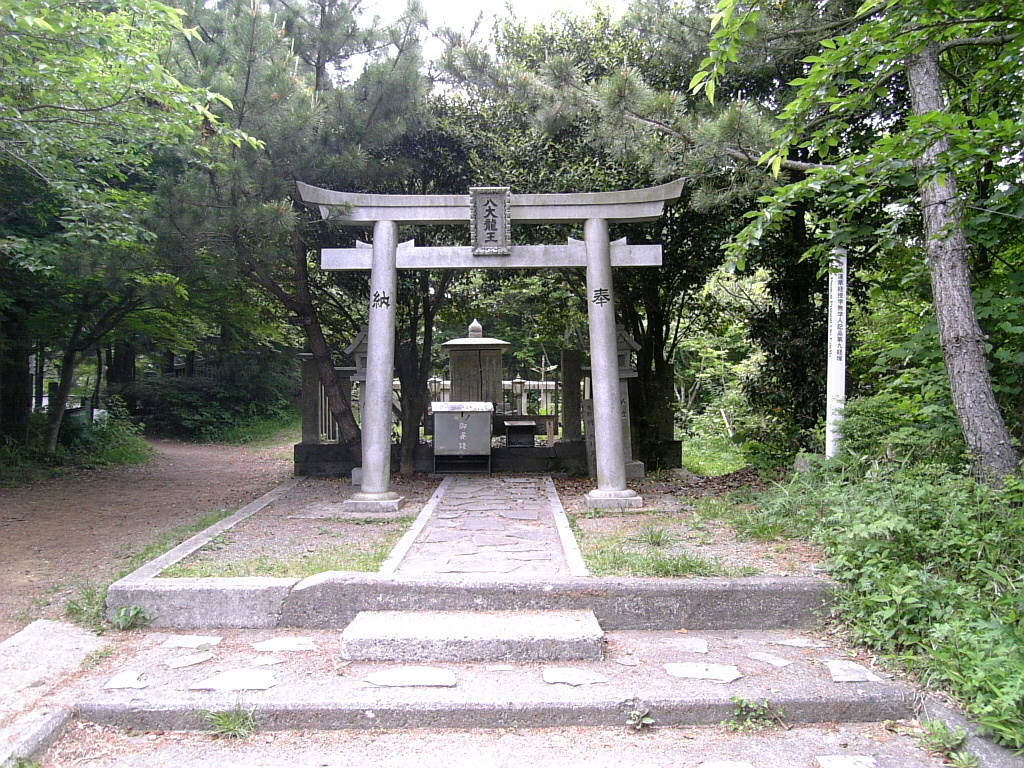
【妙法蓮華経 第九品 授学無学人記品 埋納地】和泉葛城山 八大竜王神社
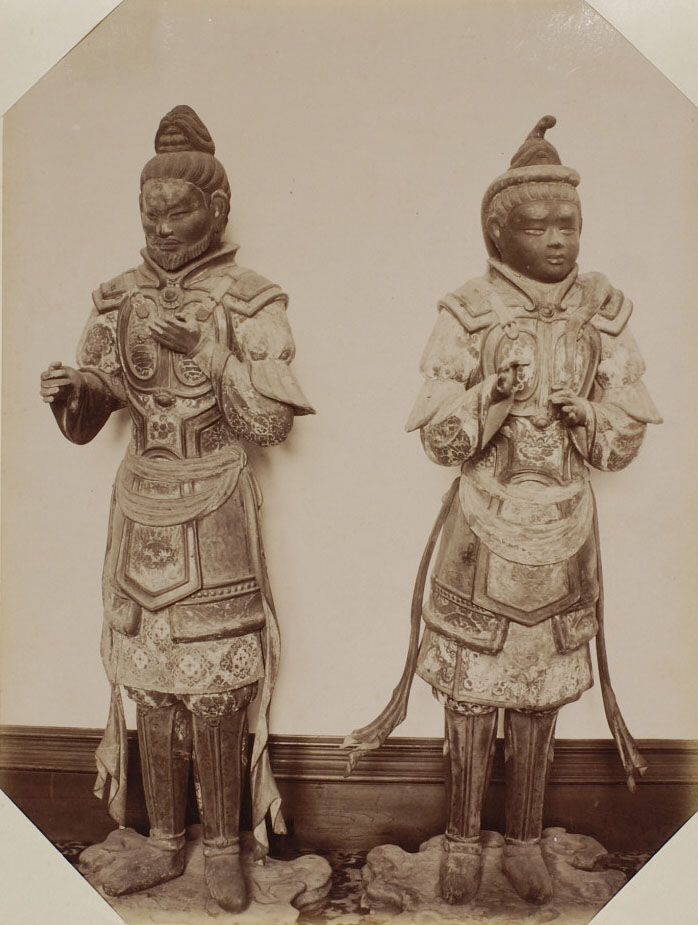
沙羯羅像（右）。左は畢婆迦羅像（いずれも興福寺蔵）。
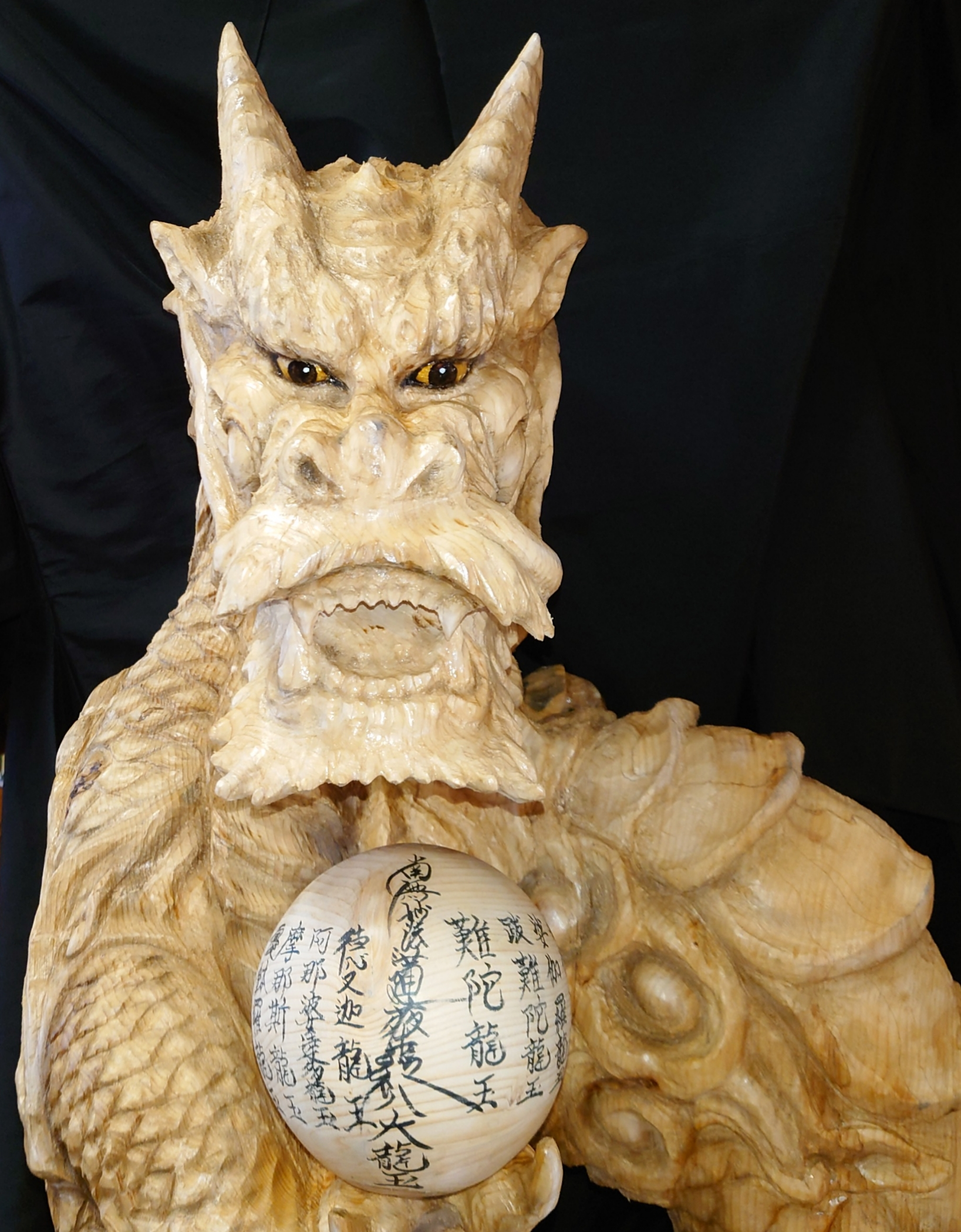
三澤寺八大龍王（長野県伊那市福島）

## 八大龍王を祀る社寺

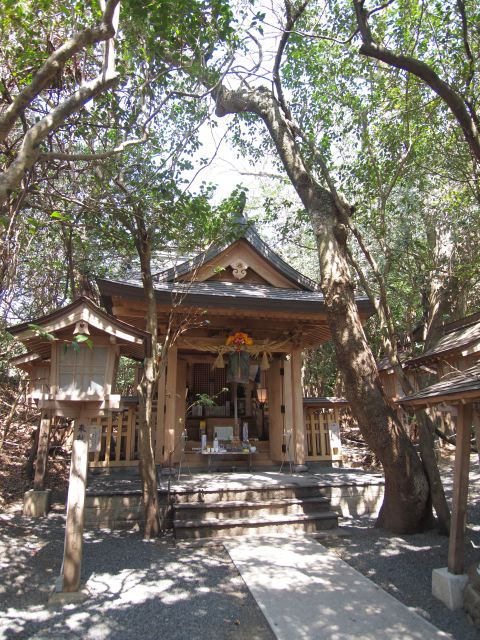
永の内八大龍王水神社

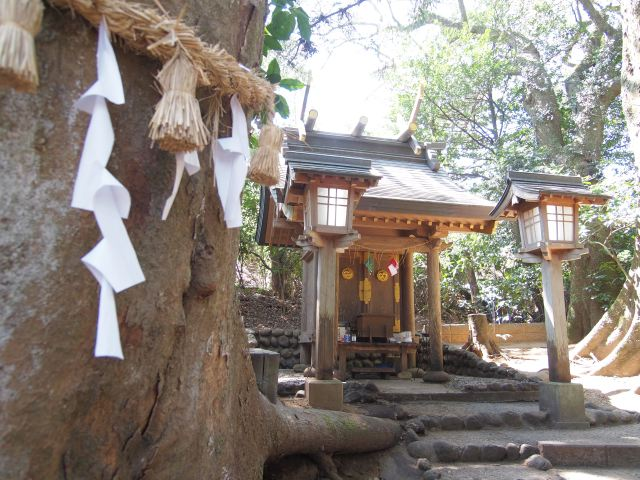
八大之宮（馬生木）

昔から雨乞いの神様として祀られ、日本各地に八大龍王に関しての神社や祠がある。
- 宮崎県西臼杵郡高千穂町岩戸の 天岩戸神社から東南 1km程の所、永の内有富（ありずみ）集落に 八大竜王水神社が、さらに北に1km程の馬生木（もうぎ）集落にも「八大之宮」の名の社がある。天岩戸神社によれば両社とも八大龍王水神であり、女神（有富）・男神（馬生木）の対を成すとしている[1]。特に永の内の社は水神としての信仰のみならず勝負事や商売の神様としても信仰を集め、地元住民に加え遠来の参拝客も多く、参道に並ぶ献灯には有名スポーツ関係者の名も見受けられる。両社とも境内に井戸があり、御神水として持ち帰る参拝者も多い。
- 宮崎県日向市日向岬米の山 日向岬の最高所 海抜192mの「米の山展望所」の西側に八大龍王の石碑がある。
- 葛城山系(和泉山脈 - 金剛山地)に役小角が28ヶ所築いたとされている、法華経二十八品の埋納地【葛城二十八宿】。その一つである和泉葛城山山頂付近には、古くから七大龍王社が建立されており、八大龍王との関係が注目される。【第八番経塚】(五百弟子受記品)である犬鳴山には、九頭龍大神（ヴァースキ龍王）が祀られている。
- 奈良県吉野郡天川村の大峯山龍泉寺では、本尊が弥勒菩薩、八大龍王尊となっている。10月の第二日曜日に毎年、八大龍王大祭が執り行われている。
- 奈良県吉野郡下市町の立石海神社の主祭神は八大龍王で、（石神）金山彦命と共に祀られている。
- 秩父今宮神社には、八大龍王宮がある。
- 三重県伊勢市の金剛証寺には、鬼門を塞ぐ八大龍王が祀られている。
- 岐阜県各務原市の苧ヶ瀬池には、八大龍王総本殿、八大龍王堂、八大白龍大神がある。
- 熊本県菊池市龍門の竜門ダム近くに龍王神社がある。
- 大分県大分市、横尾地区の高尾山中に八大龍王龍神の池があり、その池から引き揚げられた霊石が水分神社の本尊として祀られています。
- 長野県伊那市福島に三澤寺に下諏訪町木落坂に祀られていた模擬御柱を用いた神仏習合の龍神像が祀られている。

## 文学
源実朝の金槐集（雑部）に、次の一首がある。大雨を疎んじて八大龍王に「止めてくれ」と頼む趣旨。なおこの和歌は今上天皇が2015年11月18日に国際連合本部で開催された「第2回　国連水と災害に関する特別会合」における援護での基調演説「Quest for Better Relation between People and Water」（人と水のよりよい関わりを求めて）の「日本の和歌と俳句における水」の節で英訳され引用されている。